# Cové
Cové är en kommun i departementet Zou i Benin. Kommunens yta är 525 km2, och dess folkmängd var 51 247 år 2013.
Centralorten är staden Cové.